# Consultant de Crăciun
Consultant de Crăciun (titlu original: The Christmas Consultant, lansat în Germania sub denumirea Christmas Planner) este un film de Crăciun american din 2012 regizat de John Bradshaw. Rolurile principale au fost interpretate de actorii  David Hasselhoff, Caroline Rhea și Barclay Hope. Filmul a avut premiera pe Lifetime la 10 noiembrie 2012 și a fost lansat pe DVD în Germania și Statele Unite în octombrie 2013.

## Prezentare
Crăciunul se aproprie și Maya Fletcher angajează un consultant de Crăciun care să-i aducă aminte care este adevărata semnificație a sărbătorilor. 

## Distribuție
- David Hasselhoff - Owen
- Caroline Rhea - Maya Fletcher
- Barclay Hope - Jack Fletcher
- Eliza Faria - Steffie Fletcher
- Jessica McLeod - Anna Fletcher
- Darien Provost - David Fletcher